# Leidendorf
Leidendorf ist ein Gemeindeteil des Marktes Weidenbach im Landkreis Ansbach (Mittelfranken, Bayern). Die Gemarkung Leidendorf hat eine Fläche von 13,926 km². Sie ist in 1400 Flurstücke aufgeteilt, die eine durchschnittliche Fläche von 9947,25 m² haben. In ihr liegen neben dem namensgebenden Ort die Gemeindeteile Esbach, Irrebach, Kolmschneidbach, Nehdorf, Rosenhof und Weiherschneidbach.

## Geografie
Durch das Kirchdorf fließt der Rosenbergbach, ein linker Zufluss des Irrebachs, der wiederum ein linker Zufluss der Altmühl ist. Im Nordwesten liegt das Schmidtfeld, im Osten das Adelfeld und im Süden das Brechhausfeld. Leidendorf liegt an der Bundesstraße 13 zwischen Weidenbach (2 km südöstlich) und Nehdorf (1,6 km nordwestlich). Die Kreisstraße AN 58 führt nach Großbreitenbronn (2 km östlich). Gemeindeverbindungsstraßen führen nach Kolmschneidbach (2 km südwestlich) und nach Weiherschneidbach (1,7 km westlich).

## Geschichte
1343 wurde der Ort im Salbuch der Deutschordenskommende Nürnberg aufgelistet. Ein Lehen unterstand dem Stadtvogteiamt Eschenbach. 1399 wurde „Lewbendorf“ in einer Urkunde erwähnt, in der der Verkauf von zehn Gütern des Ortes an das Gumbertus-Stift Ansbach besiegelt wurde. Das Kloster Heilsbronn erwarb dort in der ersten Hälfte des 15. Jahrhunderts einige Äcker und Wiesen. In dieser Zeit wurde eine Kirche errichtet, die nach den Aposteln St. Peter und Paul benannt wurde. Laut dem 16-Punkte-Bericht des heilsbronnischen Vogtamts Merkendorf von 1616 unterstanden dem Verwalteramt Merkendorf in Leidendorf zwei Höfe und ein Gut. Mit der Reformation im 16. Jahrhundert wurde der Ort unter Markgraf Georg dem Frommen von Ansbach protestantisch und schied aus der katholischen Pfarrei Ornbau im Bistum Eichstätt aus. Gegen Ende des 18. Jahrhunderts bestand das Filialkirchdorf aus 19 Untertansfamilien, wovon 15 ansbachisch waren, zwei hatten das eichstättische Stadtvogteiamt Ornbau als Grundherrn. Von 1797 bis 1808 unterstand der Ort dem Justiz- und Kammeramt Ansbach.
1806 kam Leidendorf an das Königreich Bayern. Im Rahmen des Gemeindeedikts wurde Leidendorf dem 1808 gebildeten Steuerdistrikt Weidenbach und der wenig später gegründeten Ruralgemeinde Weidenbach zugeordnet. Mit dem Zweiten Gemeindeedikt (1818) entstand die Ruralgemeinde Leidendorf mit den Orten Kolmschneidbach und Nehdorf. Sie war in Verwaltung und Gerichtsbarkeit dem Landgericht Herrieden zugeordnet und in der Finanzverwaltung dem Rentamt Herrieden (1919 in Finanzamt Herrieden umbenannt, seit 1929 Finanzamt Ansbach). In der ersten Hälfte des 19. Jahrhunderts wurde auf dem Gemeindegebiet der Rosenhof errichtet. Spätestens 1846 wurden die bis dahin selbständigen Ruralgemeinden Esbach mit Irrebach und Weiherschneidbach nach Leidendorf eingemeindet. Ab 1862 gehörte Leidendorf zum Bezirksamt Feuchtwangen (1939 in Landkreis Feuchtwangen umbenannt). Die Gerichtsbarkeit blieb beim Landgericht Herrieden (1879 in Amtsgericht Herrieden umbenannt), seit 1931 ist das Amtsgericht Ansbach zuständig. Die Gemeinde hatte 1964 eine Gebietsfläche von 13,927 km².
Ab 1885 hatte der Ort eine eigene Schule. Die in der Ortsmitte freistehende Filialkirche hatte bis 1881 am westlichen Giebel einen Dachreiter und erhielt 1891 östlich angefügt einen Turm mit achtseitigem Giebelhelm. 1929 wurde Leidendorf Tochterkirchengemeinde der evangelisch-lutherischen Pfarrei St. Georg (Weidenbach). Nördlich der Kirche steht seit 1905 eine „Schiller-Linde“, gepflanzt zum 100-jährigen Todestag des Dichters Friedrich Schiller.
Am 1. Juli 1971 wurde die Gemeinde im Zuge der Gebietsreform in Bayern nach Weidenbach eingegliedert.
Der Heimatverein Weidenbach-Triesdorf führt alljährlich ein Brotbackfest am Leidendorfer Brotbackhaus durch.

### Baudenkmäler
- Evangelische Filialkirche St. Peter und Paul[17]
- Haus-Nr. 16: Taubenhaus[17]

### Bodendenkmäler
In der Gemarkung Leidendorf gibt es fünf Bodendenkmäler.

### Einwohnerentwicklung
Gemeinde Leidendorf
| Jahr      | 1818  | 1840   | 1852   | 1855   | 1861   | 1867   | 1871   | 1875   | 1880   | 1885   | 1890   | 1895   | 1900   | 1905   | 1910   | 1919   | 1925   | 1933   | 1939   | 1946   | 1950   | 1952   | 1961   | 1970   |
| Einwohner | 261   | 625    | 605    | 622    | 643    | 637    | 630    | 638    | 623    | 618    | 587    | 572    | 571    | 570    | 577    | 561    | 558    | 545    | 536    | 890    | 836    | 776    | 655    | 624    |
| Häuser    | 53    | 109    |        |        |        |        | 116    |        |        | 116    | 117    |        | 115    |        |        |        | 105    |        |        |        | 106    |        | 125    |        |
| Quelle    | [ 9 ] | [ 10 ] | [ 19 ] | [ 19 ] | [ 20 ] | [ 21 ] | [ 22 ] | [ 23 ] | [ 24 ] | [ 25 ] | [ 26 ] | [ 19 ] | [ 27 ] | [ 19 ] | [ 28 ] | [ 19 ] | [ 29 ] | [ 19 ] | [ 19 ] | [ 19 ] | [ 30 ] | [ 19 ] | [ 11 ] | [ 31 ] |

Ort Leidendorf
| Jahr      | 001818 | 001840 | 001861 | 001871 | 001885 | 001900 | 001925 | 001950 | 001961 | 001970 | 001987 | 002010 |
| Einwohner | 128    | 144    | 132    | 125    | 130    | 126    | 110    | 168    | 142    | 146    | 144    | 124    |
| Häuser    | 27     | 23     |        |        | 25     | 22     | 20     | 18     | 24     |        | 29     |        |
| Quelle    | [ 9 ]  | [ 10 ] | [ 20 ] | [ 22 ] | [ 25 ] | [ 27 ] | [ 29 ] | [ 30 ] | [ 11 ] | [ 31 ] | [ 32 ] |        |

## Religion
Der Ort ist seit der Reformation evangelisch-lutherisch geprägt und bis heute nach St. Georg (Weidenbach) gepfarrt. Die Einwohner römisch-katholischer Konfession sind nach St. Nikolaus (Burgoberbach) gepfarrt.